# Laiphognathus longispinis
Laiphognathus longispinis es una especie de pez de la familia Blenniidae en el orden de los Perciformes.

## Morfología
• Los machos pueden llegar alcanzar los 5,1 cm de longitud total.

## Reproducción
Es ovíparo.

## Hábitat
Es un pez de mar y de clima templado que vive entre 5-30 m de profundidad.

## Distribución geográfica
Se encuentra en el Japón Taiwán y Hong Kong.